# Landsersprache
Als Landsersprache, Landserjargon oder Landserdeutsch wird die Soldatensprache der Landser bezeichnet, wie sie im Ersten und Zweiten Weltkrieg üblich war.

## Stilistik
Der unter deutschen Soldaten der beiden Weltkriege übliche Jargon zeichnet sich durch eine große Zahl von Ersatzbegriffen für offizielle Bezeichnungen berufsspezifischer Gegenstände und Handlungen aus.
Elemente der Landsersprache stammen aus den unterschiedlichen Dialekten der jeweiligen Soldaten. So ist vor allem der Einfluss des Berlinerischen und des Sächsischen sowie der verschiedenen süddeutschen Dialekte erkennbar.
Die Sprache ist zumeist expressiv und stützt sich auf Bildvergleiche, die entweder zutreffend sind oder übersteigernd gebraucht wurden, meist mit negativer Bedeutung gefüllt, so zum Beispiel „Puff“ für jede Art von Räumlichkeiten, „(Sau-)Haufen“ für die Einheit oder „Hack“ für Arbeit. Die Sprache bei den Verben dynamisch durchsetzt, Beispiele sind hier „abschwirren“, „türmen“ und „losrauschen“.
Abzugrenzen ist nach Heinz Küpper der Landserjargon vom heutigen Bundeswehrjargon. Die heutige Umgangssprache der Bundeswehr ist „gemäßigter, weniger drastisch und der allgemeinen Umgangssprache näher bzw. den Friedenszeiten adäquater als die frühere Landsersprache des Ersten und Zweiten Weltkriegs.“

## Zweiter Weltkrieg
Seit Ausbruch des Zweiten Weltkrieges verbreitete sich die Sprache der Landser auch in der Umgangssprache der Zivilbevölkerung und wurde auch in der Schriftsprache umgesetzt. Mit der Beschränkung auf Verallgemeinerungen und zusammen mit der Wissenschaftsfeindlichkeit des Nationalsozialismus führte dies nach Ansicht des US-amerikanischen Germanisten Eugen Hartmuth Mueller zu einer Verarmung der deutschen Sprache.
Im Zweiten Weltkrieg entwickelte sich die Landsersprache im Gegensatz zur Sprache des Nationalsozialismus. Es kam zum einen ein spezielles Vokabular für die Begriffe des nationalsozialistischen Umfelds hinzu (z. B. „Goldfasan“ = hochdekorierter Parteifunktionär oder Militär). Zum Andern wandte sich das Landserdeutsche weiter ins Vulgäre und war dementsprechend weniger beschönigend als die pathetische politische Sprache. Die eigenen Kriegserlebnisse werden in unverblümter, meist derber Weise dargeboten, so zum Beispiel „anrotzen“ für „schießen“. Obszöne Ausdrücke waren beliebt, besonders mit sexuellem Inhalt. Es gab zahlreiche Ausdrücke für dieselbe Sache, zumeist bildreich und ironisch besetzt. So wurde beispielsweise der Penis mit Wörtern wie Arbeitgeber, Büchsenöffner, Glockenschwengel, Liebesknochen, Mittelstürmer, Triebwerk oder Vergnügungswurzel umschrieben.

## Nachkriegszeit
Die Landsersprache verschwand nach der bedingungslosen Kapitulation der Wehrmacht nicht aus dem deutschen Sprachgebrauch. Vielmehr mischte sich der Stil mit mundartlichen und umgangssprachlichen Ausdrücken und fand seinen Widerhall auch in der deutschen Gegenwartssprache, die sie durch Ausdrücke und Redewendungen erweiterte. Auch in der DDR hatte die Landsersprache Einfluss auf die dortige Soldatensprache der NVA, in die neben den typischen Dienststellungsbezeichnungen („Spieß“) einige nationalsozialistische Ausdrücke (wie „Kristallnacht“ für ein Saufgelage) Eingang fanden. Die nationalsozialistische Lexik wurde zum Teil kritiklos, aber zu einem Teil auch aus Bewunderung für den Nationalsozialismus, die Schutzstaffel und Adolf Hitler selbst übernommen.
In der deutschen Literatur wurde der Landsersprachstil von Mitgliedern der Gruppe 47 aufgegriffen, so zum Beispiel von Heinrich Böll und Wolfgang Borchert. Zu den Kritikern der Verwendung der Landsersprache in moderner Lyrik gehörte Wolfdietrich Schnurre, der selbst den Landserjargon in seinen frühen Kurzgeschichten wie Das Begräbnis verwendete. Ihm ging es vor allem um eine ästhetische Auseinandersetzung. Er sah die Gefahr, dass die militärische Sprache, die Sprache des Nationalsozialismus sowie die gemeine Landsersprache, ideologisch wirken könnte. Seine eigene Verwendung und die seiner Kollegen Böll und Borchert rechtfertigte er damit, dass sie „Naziidiom und Landserargot bis zur Unbrauchbarkeit  verunstaltet“ hätten.

„Nicht einmal  die Sprache war  mehr zu gebrauchen; die Nazijahre und die Kriegspropaganda hatten sie  unrein
gemacht. Sie mußte  erst  mühsam  wieder  Wort für Wort abgeklopft werden. Jedem Und, jedem  Adjektiv gegenüber
war Vorsicht geboten. Die  neue Sprache, die so entstand war nicht schön. Sie wirkte keuchend  und kahl, und
Umgangsidiome und das Mißtrauen gegenüber  langen Sätzen  hatten mitgearbeitet an ihr.“